# Horitzó d'expectatives
L'horitzó d'expectatives és una teoria emmarcada dins la denominada Escola de Constança alemanya, que perseguia l'estudi de la recepció del text literari. Defensen que l'anàlisi del text per ell mateix no és suficient, ja que el seu sentit depèn en gran part de la interpretació lectora o receptora.
Aquesta teoria, desenvolupada per Hans-Robert Jauss estudia el fenomen des d'una perspectiva sociohistòrica. La idea principal és que es veu el públic com una força històrica que ajuda a crear la significació de l'obra, aportant-hi el seu caràcter dinàmic, entenent que la interpretació d'un text és un fet situat dins un espai i en un temps determinat, i que no hi ha sentits “verdaders ni eterns” ni intèrprets “fora de la historia" S'oposa doncs al plantejament d'un altre gran investigador, Ernst Robert Curtius i la idea que hi ha elements que perduren en el temps “per si mateixos”:
Segons Jauss, és molt important fer aquest exercici de creació d'un horitzó d'expectatives adequat a l'època per tal d'arribar a copsar el significat de l'obra en qüestió. Si ens centrem en l'edat mitjana], sembla evident que el que representa per a una persona del segle XXI una cançó de gesta, no és el mateix que el què significava al segle xii per una persona d'aquella època. Cal fer una reconstrucció de l'horitzó d'expectatives dels destinataris als quals anava dirigida la literatura medieval fugint de prejudicis i estudiant l'estètica de l'època. Tanmateix, el significat del text, és canviant en tant que canvien els horitzons temporals. És a dir, els coneixements que tenien els destinataris d'un poema al segle xii són diferents dels que tenen els destinataris actuals. Fer una reconstrucció exacta de l'horitzó d'expectatives d'una època passada no és viable, tanmateix cal buscar el significat que aquesta literatura d'antany té per a nosaltres.